# Exetastes lucifer
Exetastes lucifer là một loài tò vò trong họ Ichneumonidae.